# Anoeme hassoni
Anoeme hassoni là một loài bọ cánh cứng trong họ Cerambycidae.